# خفر السواحل الكويتية
خفر السواحل الكويتية هي جهة أمنية تُعنى بحماية المياه الإقليمية لدولة الكويت وتأمين الحدود البحرية وهي أحدى إدارات قطاع أمن الحدود وهي جهة تابعة وزارة الداخلية، والتي كانت بدايتها في عام 1954، وفي عام 2001 تأسست الإدارة العامة لخفر السواحل بعد صدور القرار الوزاري رقم 1682. وهي الجهة المسؤولة عن حماية المناطق البرية من المنشآت العامة القريبة من الساحل حماية المياه الساحلية بهدف تحقيق الأمن البحري ومكافحة الأنشطة الغير مشروعة في البحر مثل التهريب والصيد الغير قانوني والتسلل، كما تعمل على تقديم المساعدة للسفن في حالات الطوارئ وضمان سلامة الملاحة البحرية.

## نشأتها
مرت الإدارة العامة لخفر السواحل في دولة الكويت بعدة مراحل فكانت البداية عام 1954 بعدة مراحل حتى وصلت إلى ما هي عليه اليوم حيث كانت البداية في عام 1954 تحت مسمى “قسم خفر السواحل”، وكانت تتبع إدارة الأمن العام آنذاك، وجاء تأسيس قوة خفر السواحل لتأمين الحدود البحرية للدولة لمنع دخول المتسللين عبر البحر ومكافحة التهريب والتسلل وحماية المياه الإقليمية.
وبدأت هذه القوة بقارب واحد مصنوع من الخشب وهو القارب الخشبي (مرزوق) حينما كانت قوة خفر السواحل في مراحلها الأولى لتبدأ تنظيم العمل البحري ووضع الأسس الأولى للمهام الأمنية والإنسانية مما أدى إلى تزايد الاحتياج لزيادة عدد الزوارق الخشبية .
وفي عام 1955 تم تزويد قوة خفر السواحل بزوارق أخرى مصنوعة من الخشب أيضاً وظلت قوة الخفر تعمل بهذه القوارب الخشبية حتى عام 1961 (استقلال الكويت) حيث أصدر قرار بهيكل تنظيمي جديد والذي بموجبه تغير مسمى قوة قسم خفر السواحل إلى إدارة خفر السواحل حيث أصبحت إدارة مستقلة، وتم تزويدها بعدد كبير من الزوارق السريعة المزودة بأحدث الأجهزة الحديثة في عام 1968 كما شهدت الإدارة تطوراً ملحوظاً في مهامها وصلاحياتها، وأُعيد تنظيمها لتصبح إحدى الإدارات الرئيسية البارزة والتابعة لوزارة الداخلية الكويتية.
دخلت الخدمة أول سفن الإنزال إلى إدارة خفر السواحل في عام 1972 والتي تم استخدامها لتزويد الجزر الكويتية. و في عام 1977 وصلت الزوارق السريعة (نايف – نصب – عربيد) مما شكلت نقلة نوعية في أداء العمليات البحرية، وفي نهاية السبعينات تم استبدال 8 زوارق خشبية مع زوارق حديثة وسريعة استعداداً لمواجهة أي تهديد أمني.
خلال عام 1983 صدر قرار 145 / 1983 والذي تضمن بتعديل الهيكل التنظيمي لوزارة الداخلية حيث كانت إدارة خفر السواحل من ضمن الإدارات التابعة للإدارة العامة لأمن المنشآت والقوات الخاصة، ومنها بدأ التفكير بضرورة تأهيل الكادر المتخصص للعمل بهذه الإدارة من ضباط بحريين وضباط صف وشرطة وهذا ما وضع إدارة خفر السواحل في موقع المسئولية الكبرى مما جعلها تحدد أدوارها وواجباتها بدقة.
في عام 1991 استعادت الإدارة قوتها رغم فقدان العديد من الزوارق البحرية بعد التحرير عبر شراء زوارق حديثة ومعدات متطورة لضمان استمرار الإدارة في أداء مهامها مما أعاد القدرة والمرونة لعملياتها البحرية وذلك بوصول العديد من الدوريات البحرية الاسترالية بين عام 1992 و عام 1995 وتلتها سفن الإنزال الحديثة في عام 1996.
استقبلت إدارة خفر السواحل منتسبين دول الخليج العربي لتدريبهم على الزوارق البحرية في عام 1997 - 1998 حيث أصبحت الكويت رائدة في التدريب الإقليمي البحري.
بدأ تنفيذ بناء قاعدة صباح الأحمد البحرية في عام 1999 وبعدها بدأت الألفية الجديدة وصدرت الإدارة العامة لخفر السواحل تاريخ حافل بالإنجازات حيث لم تقتصر مهام خفر السواحل على حماية المنشآت الساحلية من التهديدات العسكرية بل كانت لها مساهمات جوهرية في التصدي للجرائم البحرية مثل التهريب والتسلل وغيرها. وهي أكبر قاعدة لخفر السواحل في الشرق الأوسط.
في عام 2001 تم التعديل على بعض احكام القرار الوزاري رقم 980 / 95 من خلال صدور القرار الوزاري رقم 1682 / 2001 والمتضمن الهيكل والدليل التنظيمي لوزارة الداخلية والذي تم بموجبه إنشاء الإدارة العامة لخفر السواحل والتي غدت تملك عددا كبيرا من السفن الحديثة، وقاعدة بحرية ضخمة، وأفضل منظومة راداريه في المنطقة لترصد كل التحركات المشبوهة في المياه الكويتية من التسلل، وتهريب مخدرات، والقرصنة، وتعدي على الحدود، ومراقبة المنشآت الحيوية وتثبيت مواقع البويات (الإشارات) البحرية التي تساهم في تحديد النقاط الحدودية البحرية الشمالية والشرقية والجنوبية مع الدول المجاورة، بالإضافة إلى القيام بعمليات الإنقاذ البحري وتنظيم الصيد البحري وحماية البيئة البحرية وغيرها من المهام التي تؤمن سلامة الحركة الملاحية في المياه الاقليمية لدولة الكويت.
هذا التطور الهائل جاء نتيجة للدعم المتواصل من القيادة السياسية الواعية وخبرة النواخذة والتخطيط المتواصل للقوة العسكرية من ضباط وعسكريين ومهنين بالإضافة إلى جهود المدنيين في التعاون على الارتقاء بقيادة الإدارة العامة لخفر السواحل.
وفي عام 2023 صدر قرار وزاري بنقل اختصاص إدارتي “النقل البحري” والتدقيق والجودة” من وزارة المواصلات إلى وزارة الداخلية، وتحديداً إلى الإدارة العامة لخفر السواحل بهدف تسهيل إنجاز معاملات المواطنين وتقديم الخدمات بكفاءة أكبر. حالياً تُعتبر الإدارة العامة لخفر السواحل ركيزة أساسية في حماية الأمن البحري لدولة الكويت، مزودة بأحدث المعدات البحرية والتكنولوجيا المتطورة لتعزيز دورها في حماية المياه الإقليمية، وهذا ما ساعد في الحفاظ على السلامة البحرية والاقتصاد الوطني إضافة إلى حماية البيئة البحرية حيث أن دورها محوري في مراقبة حركة السفن والتأكد من تنفيذ القوانين حماية البيئة.

## مهامها
تمتلك الإدارة العامة لخفر السواحل العديد من الصلاحيات أهمها:
- لحماية وتوفير الأمن للسواحل والمياه الإقليمية.
- توفير الأمن والحماية لجميع الجزر البحرية الكويتية.
- توفير الأمن والحماية للمنشآت والموانئ النفطية داخل المياه الإقليمية.
- حراسة الموانئ التجارية والأرصفة والمنشآت الهامة والمرافق الحيوية من الجهة البحرية.
- منع الدخول الغير مشروع للقطع البحرية والأشخاص إلى البلاد عن طريق البحر.
- القيام بإجراء البحث والتحري عن القطع البحرية والأشخاص المفقودين بالبحر.
- القيام بأعمال الإسعاف والإنقاذ للأرواح والممتلكات البحرية داخل المياه الإقليمية.
- تنفيذ لوائح وقوانين الهيئة العامة للزراعة والثروة السمكية الخاصة بمراقبة مناطق الصيد البحرية والحفاظ على الثروة السمكية.
- مراقبة التلوث البحري في المياه الإقليمية وتنفيذ لوائح وقوانين مجلس حماية البيئة البحرية.
- تفتيش القطع البحرية الصغيرة من زوارق صيد وسفن تجارية للتحقق من هويتها وملكيتها والتدقيق على الأشخاص المتواجدين عليها وما تحمله من بضائع قبل دخولها الموانئ الكويتية.
- الإشراف الكامل على مراكز الجزر البحرية والمراكز الساحلية وتزويدها بالأفراد والمؤن والمعدات.
- إحكام السيطرة الأمنية على المناطق البحرية المحظور التواجد فيها ومنع الاقتراب منها.
- مراقبة تنفيذ قوانين الأمن و السلامة البحرية والتسجيل البحري الصادر من المنظمات البحرية الدولية.
- نشر الوعي الأمني والسلامة البحرية من خلال المشاركة في المناسبات البحرية وبناء وخلق التعاون بينرواد البحر.
- متابعة تنفيذ القوانين والأنظمة المحلية والدولية المتصلة بالتشريعات البحرية.
- متابعة تنفيذ القوانين والأنظمة المحلية والدولية المتصلة بالتشريعات البحرية.
- الإِشراف على إجراءات تقديم الخدمات المتاحة من خرائط ومعلومات ومساعدات ملاحية بصورة خاصة وعامة.
- اصدار الشهادات الدولية اللازمة للسفن الكويتية الأجنبية بالإضافة إلى اصدار سجلات الخدمة البحرية والكفاءة للعاملين علي السفن بعد استيفاءها للشروط القانونية.
- الإِشراف على اصدار شهادة نوخذه بدرجاتها المختلفة بعد استيفاؤها جميع الشروط القانونية.
- الإِشراف على تسجيل الوكالات البحرية بعد استيفاؤها للشروط القانونية المطلوبة والإِشراف على اصدار.
- الشهادات اللازمة وتصاريح دخول السفن الأجنبية سواء المنتظمة منها بخطوط ملاحية أو المستأجرة.